# Nötögrundet
Nötögrundet is een Zweeds eiland behorend tot de Pite-archipel. Het was een ondiepte (grundet) ten noorden van Nötön, maar steekt anno 2008 permanent boven de zeespiegel uit. Het eiland heeft geen oeververbinding en er staan enige zomerhuisjes op.